# Hieracium maculoides
Hieracium maculoides es una especie de planta con flor del género Hieracium, de la familia Asteraceae, orden Asterales.

## Distribución
Hieracium maculoides se distribuye por Inglaterra.

## Taxonomía
Fue descrita científicamente por Sell & C. West.